# Верденский договор
Верде́нский догово́р (фр. Traité de Verdun, нем. Vertrag von Verdun, итал. Trattato di Verdun) — соглашение о разделе империи Карла Великого, заключённое в августе 843 года в Вердене между тремя сыновьями императора Запада Людовика (Людвига) I Благочестивого — Лотарем I, Людовиком (Людвигом) II Немецким и Карлом II Лысым.
Земли Франкского государства были разделены между братьями следующим образом:
- Лотарю, старшему брату, отошли центральные области: земли вдоль Роны и большей частью к западу от Рейна: западная часть Австразии (Австразия — историческое ядро и колыбель Франкского государства), Фризия (королевство), Эльзас, Бургундия, Прованс, Ломбардия, (северная) Италия и некоторые другие, а также императорский титул отца.
- Людвигу Немецкому, среднему брату, отошли земли большей частью к востоку от Рейна: восточная часть Австразии — Франкония, Саксония, Тюрингенская Марка, Алеманния, Бавария, Баварская восточная Марка (Австрия), Карантания-Каринтия и ряд других.
- Карлу Лысому, младшему брату, отошли земли к западу от центральных областей, отошедших Лотарю: Нейстрия, небольшая северо-западная часть Австразии, Аквитания, Васкония, Септимания, Испанская марка и ряд других.

Таким образом, в результате раздела образовалось три государства: Средне-Франкское королевство (недолговечное государство, которое уже после смерти Лотаря I в 855 году распалось на три королевства — Лотарингию, Италию и Прованс), Западно-Франкское королевство (примерно в этих границах позднее образовалась королевство Франция) и Восточно-Франкское королевство (примерно в этих границах позднее образовалось королевство Германия). Позднее на каждой из частей бывшей империи образовались большие самостоятельные королевства: Франция, Германия и Италия. Однако и эти государства вскоре распались на крупные владения, а те, в свою очередь на множество мелких.[уточнить]